# Place du Gouvernement (Tunis)
Pour les articles homonymes, voir Place du Gouvernement.
La place du Gouvernement est une place de Tunis, capitale de la Tunisie.

## Situation et accès
La place est rectangulaire et presque fermée. Deux rues y débouchent : la rue de la Kasbah et la rue Dar el-Jeld. La place de la Kasbah lui fait face à l'ouest.
Elle se situe à l'entrée du quartier de la kasbah, surnommé « quartier des ministères » car abritant plusieurs institutions publiques.

## Origine du nom
La place tire son nom de la présence du palais du Gouvernement, siège du chef du gouvernement.

## Historique
La seule porte de la citadelle de la kasbah qui donnait sur la médina de Tunis se situait à l’extrémité ouest de la place, d'où le nom de la rue de la Kasbah qui y débouche.
La place du Gouvernement s'appelait place de la Kasbah jusqu'à l'ouverture de l'actuelle place homonyme à l'ouest, après l'indépendance du pays.

## Bâtiments remarquables et lieux de mémoire
- Ministère des Finances ;
- Dar El Bey, palais construit au XVIIe siècle et siège de la présidence du Gouvernement.

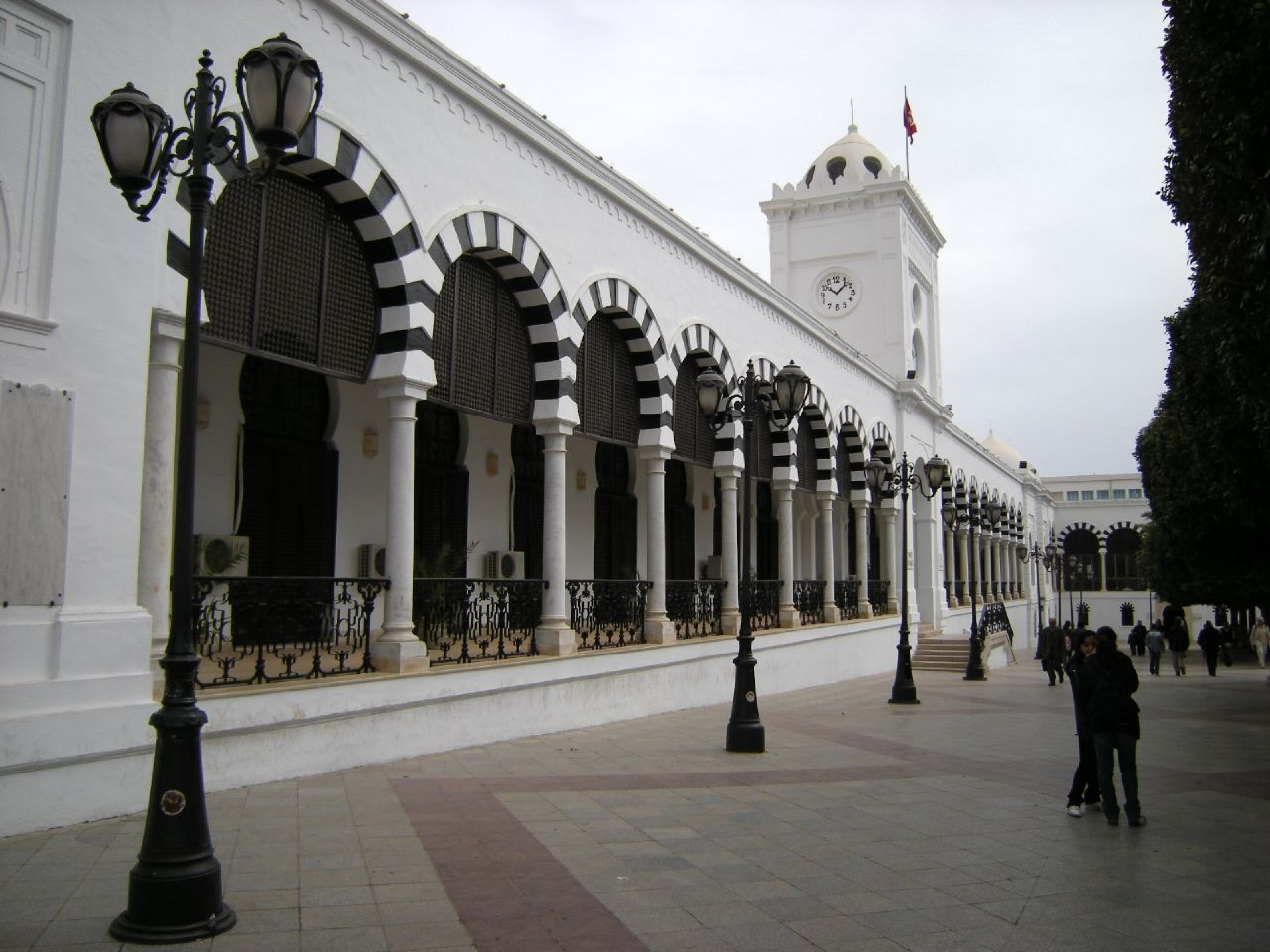
Façade du ministère des Finances.
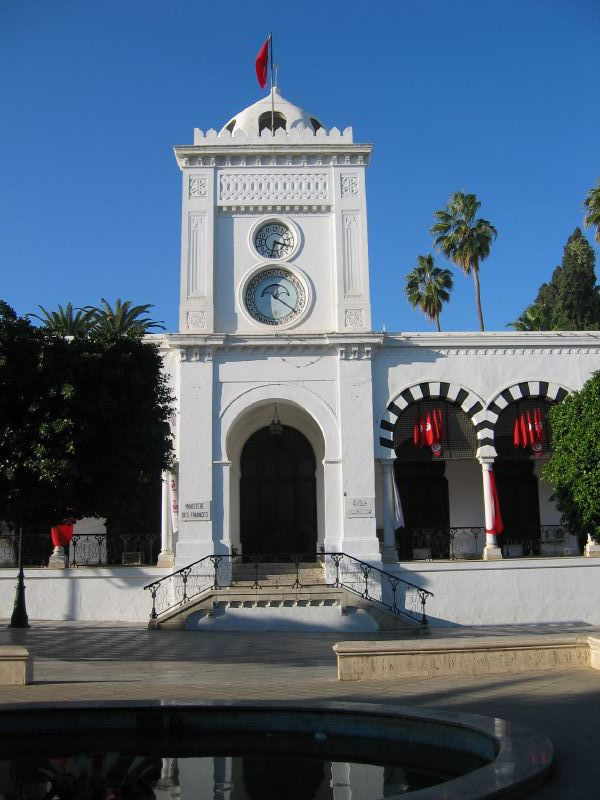
Horloge du ministère des Finances.
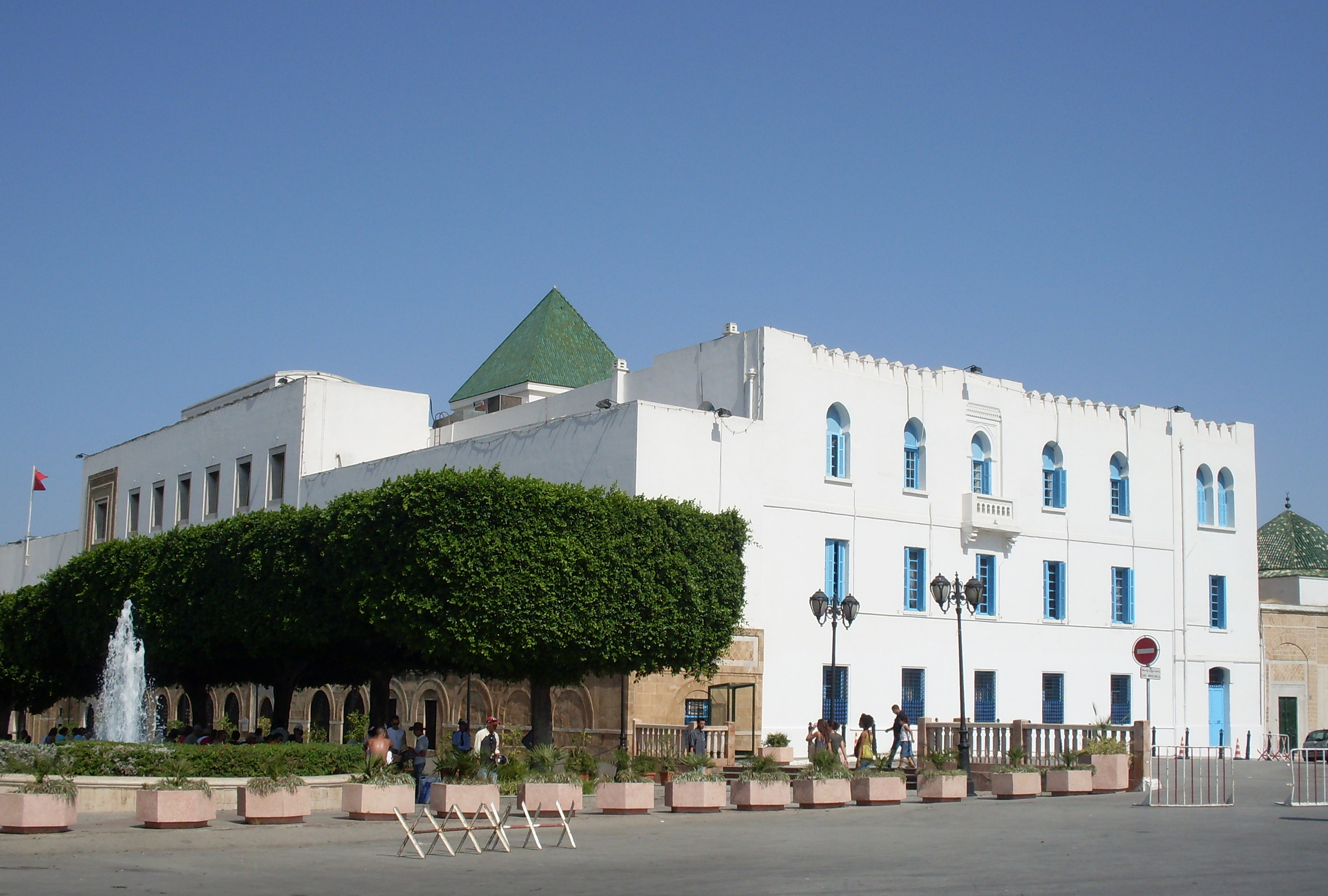
Dar El Bey.